# Atletismo nos Jogos Pan-Americanos de 1971 - 100 m masculino
A prova dos 100 m masculino nos Jogos Pan-Americanos de 1971 foi realizada em Cali, Colômbia.

## Medalhistas
| Ouro                       | Prata                     | Bronze                               |
| Donald Quarrie JAM Jamaica | Lennox Miller JAM Jamaica | Delano Meriwether USA Estados Unidos |

## Resultados
| Posição           | Nome              | Nacionalidade      | Tempo | Notas |
| ----------------- | ----------------- | ------------------ | ----- | ----- |
| Medalha de ouro   | Donald Quarrie    | JAM Jamaica        | 10.29 |       |
| Medalha de prata  | Lennox Miller     | JAM Jamaica        | 10.32 |       |
| Medalha de bronze | Delano Meriwether | USA Estados Unidos | 10.34 |       |
| 4                 | Pablo Montes      | CUB Cuba           | 10.40 |       |
| 5                 | Hermes Ramírez    | CUB Cuba           | 10.44 |       |
| 6                 | Charles Francis   | CAN Canadá         | 10.54 |       |
| 7                 | Luis da Silva     | BRA Brasil         | 10.60 |       |